# IC 2819
IC 2819 је спирална галаксија у сазвјежђу Лав која се налази на листи објеката дубоког неба у Индекс каталогу.
Деклинација објекта је + 13° 50' 41" а ректасцензија 11h 26m 27,6s. Привидна величина (магнитуда) објекта IC 2819 износи 14,9 а фотографска магнитуда 15,7. IC 2819 је још познат и под ознакама CGCG 67-74, PGC 35194.